# Buslijn 35 (Rotterdam)
Buslijn 35 is een buslijn in de gemeente Rotterdam, die wordt geëxploiteerd door de RET. De lijn verbindt het Randstadrailstation Melanchthonweg via Schiebroek en Hillegersberg met Ommoord en station Rotterdam Alexander en is een zogenaamde "gemaksbus". Van 1 november 1953 tot en met 2 september 1967 bestond bij de RET ook een buslijn 35, de huidige lijn 68.

## Geschiedenis

### Lijn 35 I

#### Lijn F
Begin jaren 1930 werd een buslijn ingesteld tussen het tuindorp Heijplaat en de Vlaskade waar kon worden overgestapt op een heen en weer bootje naar de rechter maasoever. Een deel van de ritten reed door naar de Vondelingenplaat. In 1935 werd lijn F gesplitst in lijn F-1 naar Heijplaat en lijn F-2 naar het door Rotterdam geannexeerde Pernis en Hoogvliet en verder naar de Vondelingenplaat.
Na het gereed komen van de Maastunnel werd de lijnen doorgetrokken naar het Heemraadsplein.

#### Lijn 35, 68, 61 en 71
Op 1 november 1953 werd lijn F-1 vernummerd in lijn 35 en lijn F-2 in lijn 36. In 1958 werden beide lijnen op de rechter maasoever verlegd naar een nieuw busstation in de Jongkindstraat. Op 2 september 1967 werd lijn 35 in het kader van de hernummering van het lijnennet vernummerd in lijn 68. In februari 1968 bij de opening van de metro werd de lijn ingekort tot het metrostation Zuidplein en rijdt sindsdien van het Zuidplein via de Waalhaven naar het Rondoplein in Heijplaat. Na de opening van de RDM Campus werd in de spitsuren een sneldienst 61, later vernummerd in 71, ingesteld die rechtstreeks naar de Campus reed. Met de dienstregeling 2014 werd lijn 71 weer opgeheven maar werd lijn 68 van het Rondoplein verlegd naar de Campus waar aansluiting bestaat op de Aqualiner. In de spitsuren zijn er korttrajectdiensten tot de Waalhaven.

### Lijn 35 II

#### Lijn T en 46

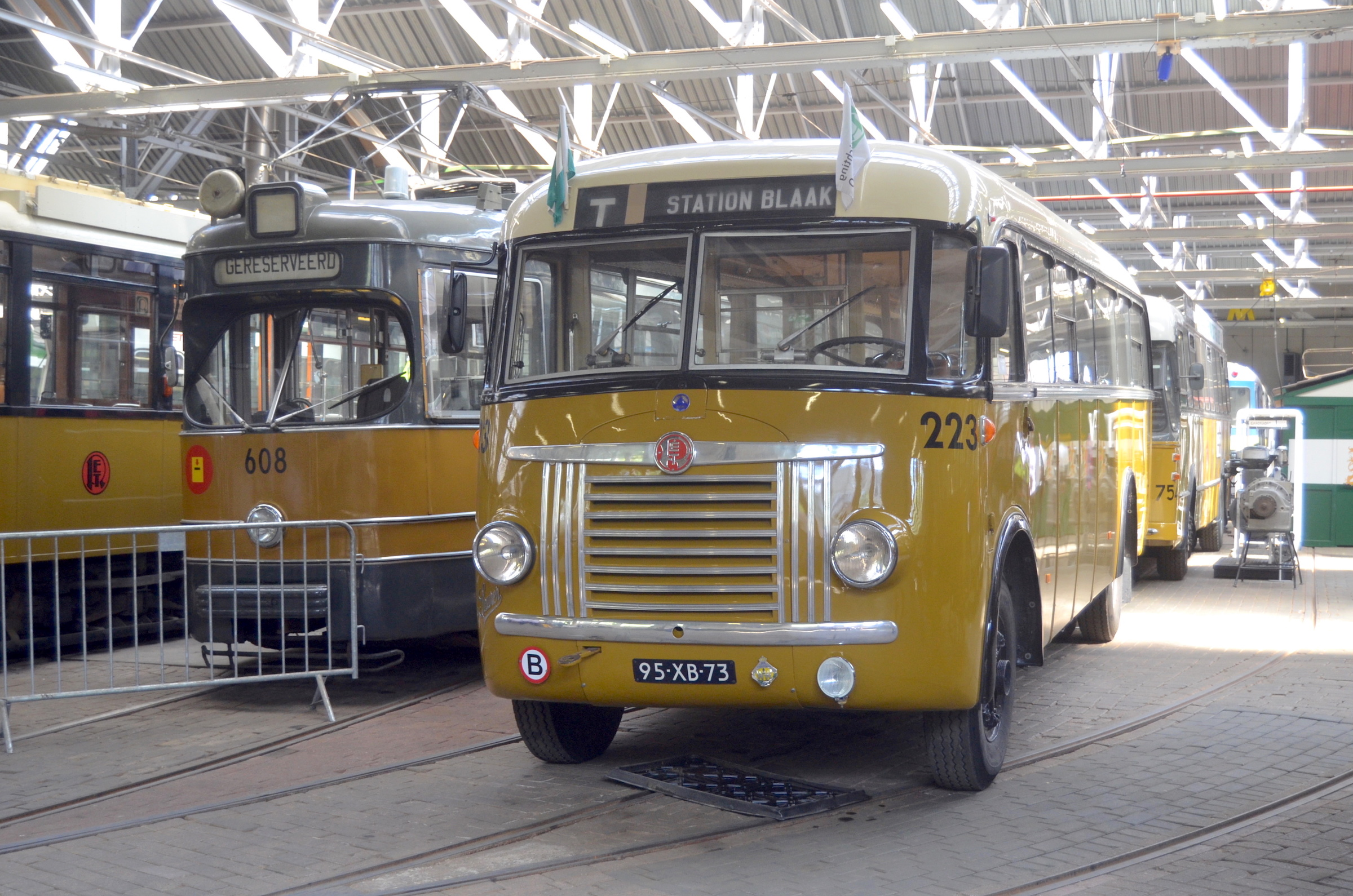
Museumbus Saurer 223 ingetuigd als lijn T

In augustus 1937 werd de particuliere buslijn Grindweg - Hillegersberg - Terbregge overgenomen door de RET. Op 1 november 1953 werd lijn T vernummerd in lijn 46. Rond 1960 werd de lijn verlegd via de nieuwe wijken 110-Morgen en Schiebroek waarna uiteindelijk een ringlijn Schiebroek - Hillegersberg - Terbregge ontstond. Toen de eerste bewoners in de nieuwe wijk Ommoord vanaf 1967 kwamen wonen werd als voorlopige voorziening lijn 46 vanuit Terbregge doorgetrokken en reed een tijdelijke route door Ommoord waarna de passagiers voor het centrum aan de Molenlaan konden overstappen op tramlijn 14.

#### Lijn 35
Op 2 september 1967 werd lijn 46 in het kader van de hernummering van het lijnennet vernummerd in lijn 35. Bij de ingebruikname van tramlijn 5 naar Schiebroek werd de lijn veranderd van een ringlijn in een gewone lijn en werd vanaf Schiebroek doorgereden naar station noord. In Ommoord werd de lijn na de komst van buslijn 37 in 1971 verlegd naar het oostelijk gedeelte van Ommoord. Van 1972-1979 werd de route verlegd over de Ommoordse busbaan.
In mei 1983 kreeg de lijn in Ommoord een nieuwe route en werd verlegd naar station Alexander ter vervanging van de opgeheven lijn 37 door de komst van de sneltram naar het Binnenhof. In mei 1983 bij de ingebruikname van de sneltram naar Ommoord werd lijn 35 naar deze wijk verlegd en op bepaalde tijden werd doorgereden naar het bedrijventerrein ten zuiden van Zevenkamp. 
In september 2002 werd de lijn weer teruggelegd naar station Alexander en op bepaalde tijden doorgetrokken naar het IJssellandziekenhuis in Capelle aan den IJssel. In december 2004 verviel de doortrekking naar het IJssellandziekenhuis en in 2005 werd de route verlegd door de nieuwbouw van Nieuw Terbregge. In de jaardienst 2015 werd de lijn ingekort en verlegd en kreeg zijn eindpunt bij het randstadrailstation Melanchthonweg. Het traject naar station Noord, het grootste deel in Schiebroek en in 110-Morgen werd overgenomen door lijn 174. 